# Ctenus serrichelis
Ctenus serrichelis este o specie de păianjeni din genul Ctenus, familia Ctenidae, descrisă de Mello-leitao în anul 1922. Conform Catalogue of Life specia Ctenus serrichelis nu are subspecii cunoscute.